# Denise Ravage
Pour les articles homonymes, voir Ravage.
Denise Ravage, née le 14 juillet 1899 à Marseille (France) et morte le 24 août 1962 à Grasse, est une bibliothécaire française.

## Biographie

### Début de carrière et formation professionnelle
Denise Ravage entreprend sa carrière professionnelle à l'Institut colonial de Marseille, qu'elle intègre en 1920. C'est dans le cadre de ses fonctions avec l'Institut et la Chambre de commerce de Marseille qu'elle se rend aux États-Unis pour étudier « les méthodes de documentation et de bibliographie des organismes économiques américains ». Denise Ravage fréquente alors la Library School de Boston, la Brooklyn Public Library, où elle obtient deux diplômes de bibliothéconomie, avant de se rendre à l'American Library de Paris. Elle rejoint alors Rome en 1925, où elle exerce la fonction de bibliothécaire-adjointe à l'Institut international d'agriculture jusqu'en 1927.
Denise Ravage est, à son retour en France, embauchée par les Messageries Hachette comme cheffe du service bibliographique. Elle y créée la revue bibliographique Biblio, dont le but est de référencer les parutions livresques en France, sur le modèle du Cumulative index-book américain.

### Engagement auprès de la Confédération générale du travail
À partir de 1936, Denise Ravage milite à la CGT, où elle met à contribution son expérience auprès du Comité intersyndical du livre parisien, créé en 1924. Elle rédige alors, avec Georges Rageot, le Rapport sur l'organisation de la lecture publique, du commerce du livre et de la propagande collective pour la lecture et le livre, publié en 1937, enquête demandée par Léon Jouhaux pour rendre la culture accessible à tous.
Dans ce rapport, Denise Ravage, qui se charge de la partie consacrée à la lecture publique, évoque un retard français, lié notamment au manque de formation du personnel bibliothécaire et de budget, ainsi que d'une absence de direction centralisée. Parmi les propositions évoqués en faveur du livre et de la lecture, elle suggère notamment la création d'une fête nationale, où tous les acteurs du livre seraient associés.
En 1938, Denise Ravage dispense des cours de classification et de catalogage au sein du Centre confédéral d'éducation ouvrière (CCEO) : la CGT souhaite en effet proposer un enseignement pour les responsables des bibliothèques syndicales, tout en étant ouvert au personnel des bibliothèques. Jean Meuvret, ou encore André Déléage, assurent également cet apprentissage au sein du CCEO.

### Carrière internationale
Au début de la Seconde Guerre mondiale, Denise Ravage part à nouveau aux États-Unis, où elle exerce à l'Institut français de New York de 1941 à 1944, avant de devenir la secrétaire générale de l'Agence France-Presse, de 1944 à 1945 à Washington.
En 1946, elle devient Reference Librarian à la bibliothèques des Nations-Unies, à Lake Succes, poste qu'elle occupe jusqu'en 1950. Denise Ravage intègre ensuite l'Unesco, en tant que responsable de la section pour le développement des bibliothèques et des services bibliographiques.

### Sources
- Georges Vidalenc, « Les cours pour bibliothécaires populaires », Le Peuple,‎ 31 janvier 1938 (lire en ligne)